# Samantha Stosur
Samantha Jane "Sam" Stosur (n. 30 martie 1984, Brisbane, Queensland, Australia) este o jucătoare profesionistă de tenis din Australia. În 2011, Samantha a câștigat US Open, învingând-o în sferturile de finală pe favorita nr. 2 a turneului, rusoaica Vera Zvonareva. În finală a învins-o cu scorul de 6-2 6-3, pe Serena Williams. Stosur a mai câștigat cinci titluri de Grand Slam, două la dublu și trei la dublu mixt.